# غابابنتين إيناكاربيل
غابابنتين إيناكاربيل Gabapentin enacarbil المعروف سابقا باسم XP- 13512, هو طليعة دواءللغابابنتين مضاد الاختلاج ومسكن الألم. تم تصميمه لزيادة التوافر البيولوجي عن طريق الفم للغابابنتين، وأظهرت التجارب على الإنسان أنه يعطي تحرير مديد للغابابنتين مع ما يقارب ضعف التوافر البيولوجي بشكل عام، لا سيما عندما يؤخذ مع وجبة دسمة. لقد مر الغابابنتين إيناكاربيل بتجارب سريرية على البشر لعلاج متلازمة تململ الساقين، وأظهرت النتائج الأولية أنه يبدي تحملا جيدا وفعالة بشكل مقبول.
تم رفض قبول الدواء من قبل الإدارة الغذاء والدواء الأميركية في شهر شباط 2010, مشيرة إلى مخاوف من احتمال زيادة خطر الإصابة بالسرطان كما أظهرت بعض الدراسات على الحيوانات. أثيرت مخاوف مماثلة بشأن الغابابنتين نفسه في الماضي، بالنسبة لاستخدامه كمضاد اختلاج، في حين أن استخدامه لعلاج متلازمة تململ الساقين لم يبدي نفس النوع من المخاطر.
في 6 أبريل 2011، تلقت شركة Xenoport موافقة الإدارة الغذاء والدواء على الدواء Horizant (غابابنتين إيناكاربيل) لعلاج متلازمة تململ الساقين المعتدلة إلى الشديدة. في 7 يونيو 2012، وافقت إدارة الغذاء والدواء الإدارة الغذاء والدواء على استخدام Horizant لعلاج الألم العصبي التالي للهربس في البالغين.